# (5272) Dickinson
(5272) Dickinson est un astéroïde de la ceinture principale.

## Description
(5272) Dickinson est un astéroïde de la ceinture principale. Il fut découvert le 30 août 1981 à la station Anderson Mesa par Edward L. G. Bowell. Il présente une orbite caractérisée par un demi-grand axe de 2,21 UA, une excentricité de 0,19 et une inclinaison de 4,4° par rapport à l'écliptique.

## Compléments